# Die Kanzlei/Episodenliste

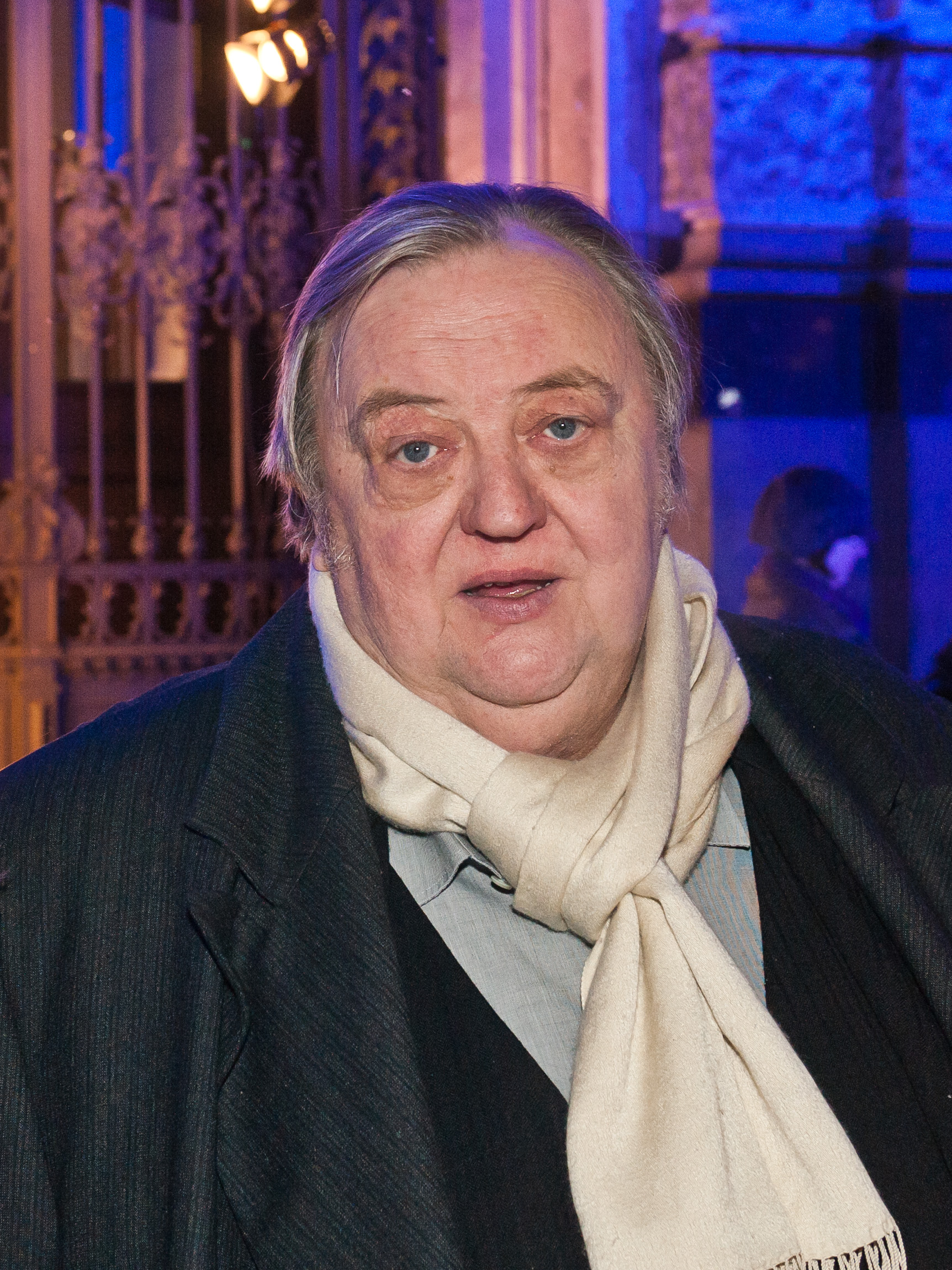
Dieter Pfaff (2012)

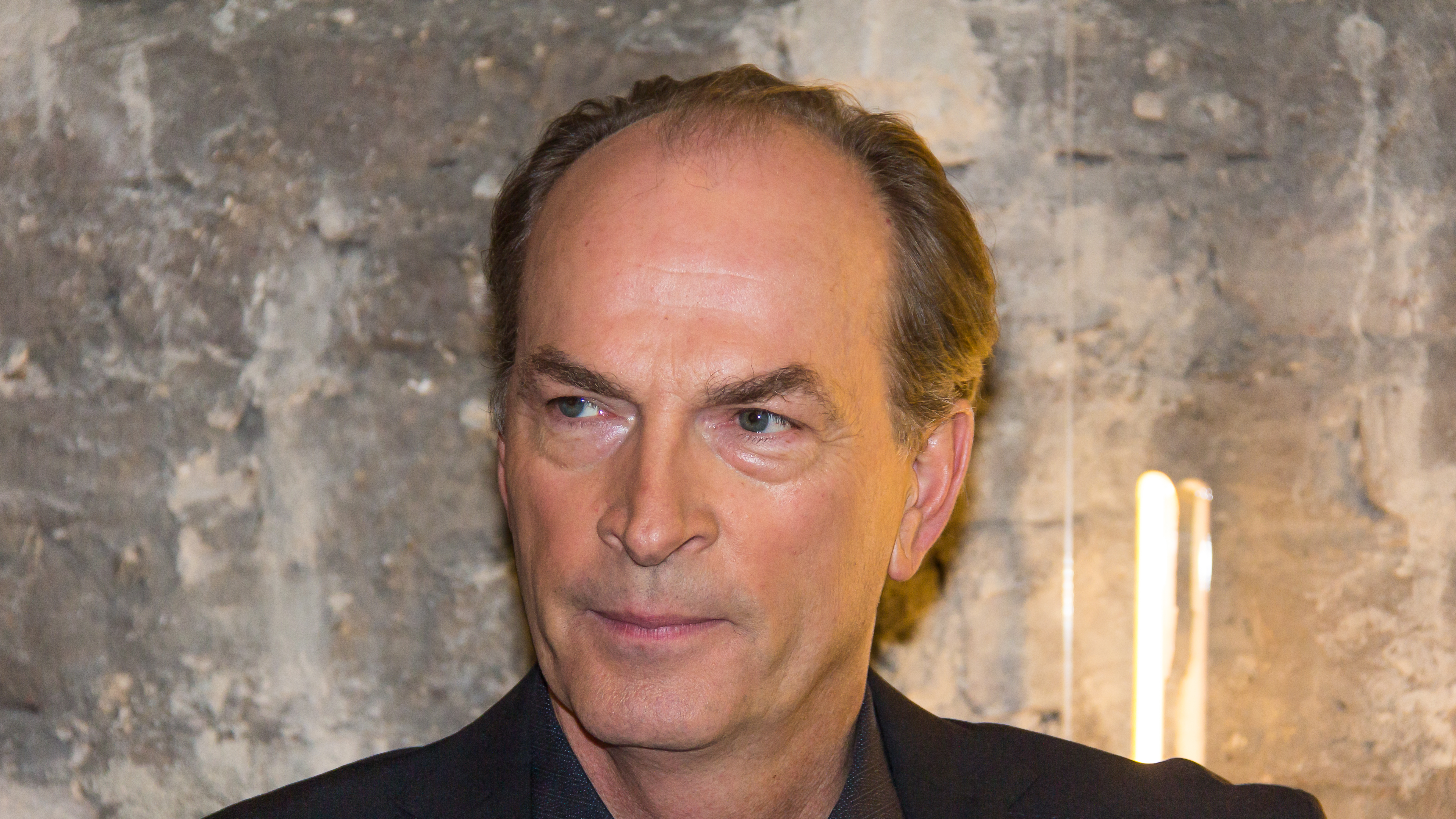
Herbert Knaup, der Hauptdarsteller in der Serie Die Kanzlei

Die Auflistung der Episoden von Der Dicke und Die Kanzlei bietet einen Überblick über die seit 2005 produzierten Episoden der Fernsehserie Der Dicke mit Dieter Pfaff (Gregor Ehrenberg) und – zuletzt – Sabine Postel als Isabel von Brede in den Hauptrollen sowie der Fortsetzung als Die Kanzlei. Am 5. April 2005 begann die Ausstrahlung der Anwaltsserie im Abendprogramm des Ersten. Insgesamt entstanden 52 Folgen mit je einer Länge von 45 Minuten in vier Staffeln.

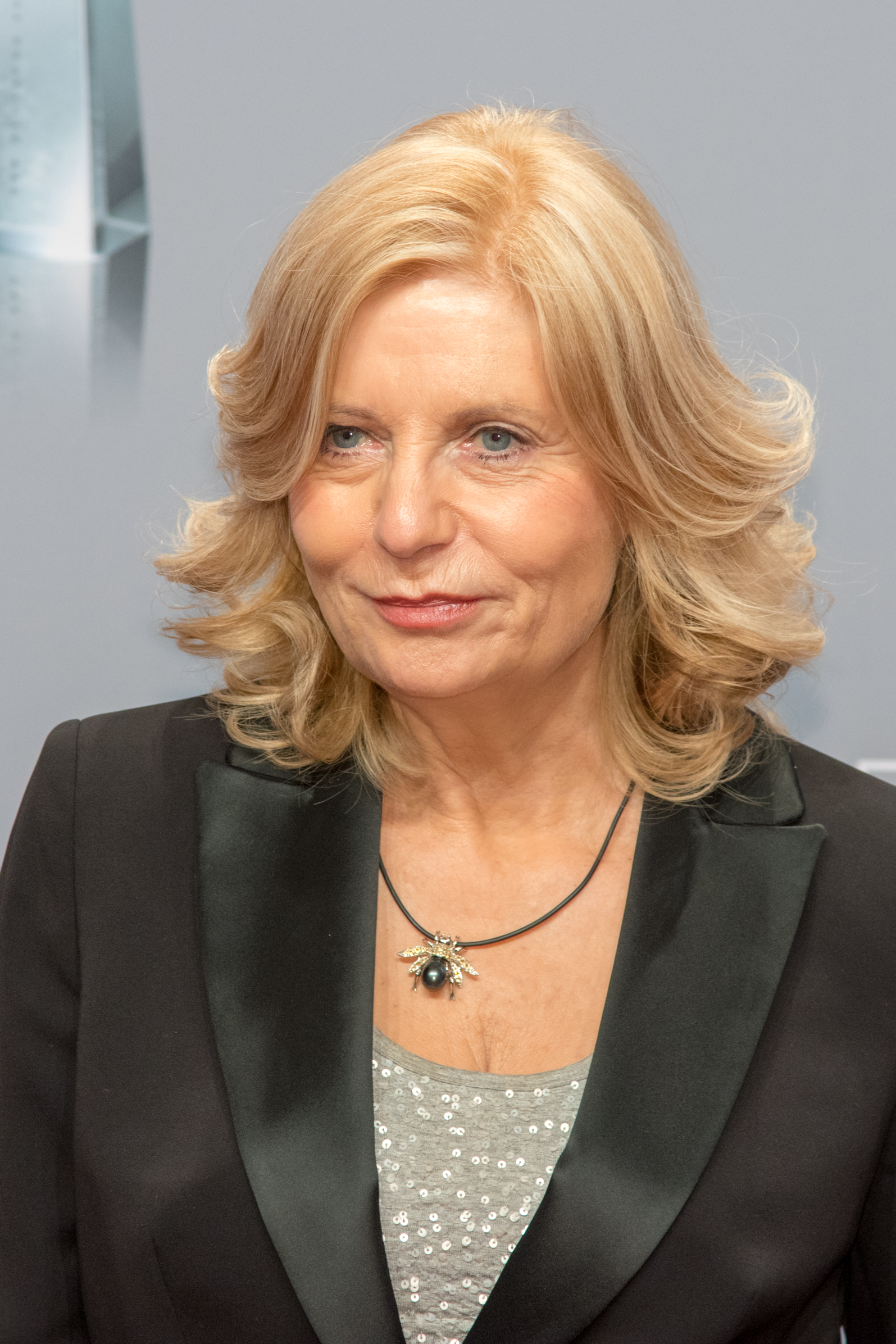
Sabine Postel, Hauptdarstellerin ab Staffel 3

Am 5. März 2013 verstarb Hauptdarsteller Dieter Pfaff nach sechs abgedrehten Episoden der fünften Staffel an einer Lungenkrebserkrankung. Unter dem Namen Die Kanzlei wurde die Serie mit Sabine Postel und Herbert Knaup als Markus Gellert fortgesetzt, der laut Drehbuch nur Ehrenbergs Vertretung sein sollte und in der letzten Folge der fünften Staffel wieder mitspielen sollte. Im Oktober 2013 begannen die Dreharbeiten für die ersten sechs Folgen Die Kanzlei. Die erste Episode wurde am 8. September 2015 erstausgestrahlt. Insgesamt gibt es bisher sechs Staffeln mit 78 ausgestrahlten Episoden.

## Übersicht – Der Dicke
| Staffel | Episodenanzahl | Deutsche Erstausstrahlung | Deutsche Erstausstrahlung |
| Staffel | Episodenanzahl | Staffelpremiere           | Staffelfinale             |
| ------- | -------------- | ------------------------- | ------------------------- |
| 1       | 13             | 5. Apr. 2005              | 12. Juli 2005             |
| 2       | 13             | 11. Sep. 2007             | 4. Dez. 2007              |
| 3       | 13             | 7. Juli 2009              | 29. Sep. 2009             |
| 4       | 13             | 17. Apr. 2012             | 21. Aug. 2012             |

## Der Dicke – Staffel 1

Die Erstausstrahlung der ersten Staffel war vom 5. April 2005 bis zum 12. Juli 2005 auf Das Erste zu sehen.
| Nr. (ges.) | Nr. (St.) | Originaltitel           | Erstausstrahlung D | Regie                 | Drehbuch                          | Zuschauer |
| --- | --------- | ----------------------- | ------------------ | --------------------- | --------------------------------- | --------- |
| 1 | 1         | Bauernopfer             | 5. Apr. 2005       | Thomas Jahn           | Peter Mazzuchelli, Thorsten Näter | 6,00 Mio. |
| Der Mittfünfziger Gregor Ehrenberg (Dieter Pfaff) verlässt seine Frau Christina (Gisela Schneeberger) und die gemeinsam aufgebaute Nobelkanzlei in Hamburg, um in einer ehemaligen Weinhandlung einen Neuanfang zu wagen. Zur Seite steht ihm seine neue Assistentin Yasmin Ülküm (Sophie Burcu Dal). Sein erster Fall führt ihn zu einem Fall in seiner Vergangenheit zurück und zu Ortwin Posche (Rainer Strecker). Seinerzeit riet er Posche, der in einen Bestechungsfall verwickelt war, sich schuldig zu bekennen, ohne zu ahnen, dass dieser unschuldig war. Infolge seiner Verurteilung verlor Posche auch das Umgangsrecht mit seinem Sohn Andreas. Nach seiner Entlassung aus dem Gefängnis bittet Posche Ehrenberg, ihm zu helfen, ein Besuchsrecht für seinen Sohn zu erwirken. Der Anwalt findet heraus, dass Posche seinerzeit von den Beteiligten des Verfahrens aus eigennützigen Gründen als Sündenbock herhalten musste und verhilft seinem Mandanten diesmal zu seinem Recht. (Weitere Darsteller über der Hauptcast hinaus: Walter Kreye als Staatsanwalt Martin Brüggmann, Susanne Schäfer als Kirstin Posche, Martin Lindow als Uwe Granz, Willi Gerk als Andreas Posche, Barbara Focke als Sekretärin Iris Brenner, Wolfgang Kaven als Richter Dr. Ruiss) |           |                         |                    |                       |                                   |           |
| 2 | 2         | Kunstfehler             | 12. Apr. 2005      | Thomas Jahn           | Peter Mazzuchelli, Thorsten Näter | –         |
| Ehrenbergs Aufdeckung des Bestechungsfalles rächt sich unmittelbar. Wegen angeblich unlauterer Werbung für seine neue Kanzlei wird er vors Anwaltsgericht gezerrt mit dem Ziel, dass man ihm seine Zulassung entzieht. Wenig günstig sind auch die Umstände, unter denen Ehrenberg seine neue Nachbarin Lisa Schubert (Ulrike Grote) und deren Tochter Charlotte „Charlie“ (Alina Liss) kennenlernt. Zudem hat der Anwalt mit einer von Yasmin Ülküm engagierten etwas ruppigen Reinigungsfachkraft namens Gudrun (Katrin Pollitt) zu kämpfen. In Ehrenbergs zweitem Fall geht es um eine junge Frau, die infolge einer Schönheitsoperation nicht nur auf einen Rollstuhl angewiesen ist, sondern auch mit weiteren Beeinträchtigungen zu kämpfen hat. Bei seinen Recherchen erfährt Ehrenberg mehr, als er überhaupt wissen wollte, nämlich dass der Schönheitschirurg Dr. Sander (Rüdiger Joswig), der in seiner Klinik auch unqualifiziertes Personal beschäftigt, seinerzeit ein Verhältnis mit Ehrenbergs Frau Christina hatte. Und damals war das Paar noch nicht getrennt. Im Fall der betroffenen Martina Schulze (Nicola Ransom) gelingt es Ehrenberg, der Frau und ihrem Mann Dieter (Peter Jordan), der sie rührend umsorgt, zu einem nicht unerheblichen Schmerzensgeld und einer monatlichen Rente zu verhelfen. Und auch in der Angelegenheit hinsichtlich seiner Zulassung geht es für Ehrenberg noch einmal gut aus. (Weitere Darsteller: Frank Sieckel als Bauunternehmer Wolfgang Gruber, Rolf Nagel als Richter Dr. Seipelt, Ralph Misske als Richter Liekner, Natalie O’Hara als Sekretärin der Schönheitsklinik) |           |                         |                    |                       |                                   |           |
| 3 | 3         | Glaubt mir doch         | 25. Apr. 2005      | Thomas Jahn           | Peter Mazzuchelli, Thorsten Näter | 5,83 Mio. |
| Vor Ehrenbergs Kanzlei jagt die Polizei drei Tankstellenräuber und liefert sich mit ihnen ein Feuergefecht. Ein vermeintlicher Räuber fällt ins Koma. Charlie, die Tochter von Ehrenbergs Nachbarin Lisa Schubert, hat das Ganze beobachtet und beharrt sowohl ihrer Mutter als auch ihrer Lehrerin, Frau Lehmann (Peggy Lukac), gegenüber darauf, dass die Polizisten den Tatort manipuliert hätten. Leider schenkt man ihr keinen Glauben. Bei Ehrenberg sieht das allerdings anders aus, er hört dem Mädchen aufmerksam zu und versichert Charlie, dass er ihr natürlich glaube. Er legt sich mit Jochen Stark (Stephan Benson), dem Vorgesetzten der beiden Beamten, an, der Charlies Aussage ebenfalls nicht glauben will und recherchiert in dem Fall. Letztendlich kann er Petersen (Arnd Klawitter), einen der beteiligen Polizisten, dazu bringen, seinem Vorgesetzten zu erzählen, dass alles so abgelaufen ist, wie von Charlie beobachtet und wiedergegeben. Tobias Stein (Oliver Mommsen), der von Petersen angeschossen und von dessen Kollegen Schlottau (Michael Lott) als Mittäter manipuliert worden war, erwacht glücklicherweise aus dem Koma und kann dank Ehrenberg und Yasmin mit einer nicht unerheblichen Entschädigung rechnen. (Weitere Darsteller: Max Gertsch als Knut Wohlers, Badasar Calbiyik als Wirt Galip, Imke Büchel als Margot, Thomas Rudnick als Golfclubmanager) |           |                         |                    |                       |                                   |           |
| 4 | 4         | Letzter Versuch         | 3. Mai 2005        | Thomas Jahn           | Peter Mazzuchelli, Thorsten Näter | –         |
| Ehrenbergs Noch-Frau Christina erzählt ihm, dass man sie beschuldige, einem Mandanten bei der Geldwäsche geholfen zu haben. Sie bittet ihn, ihr zu helfen und die vorhandenen Unterlagen einmal zu sichten. Beide treffen sich zu einem Gespräch auf der Barkasse von Hinnerk Jansen (Peter Kurth), einem Bekannten von Ehrenberg. Ein Gespräch kommt jedoch nicht zustande, da die Polizei die Barkasse beschlagnahmt, da sie angeblich gestohlen sein soll. Ehrenberg versucht Jansen, der all seine Ersparnisse in den Kauf des Schiffes gesteckt hat, zur Seite zu stehen. Seine Ermittlungen ergeben, dass das Schiff von Claas Siebert (Josef Heynert), dem unehelichen Sohn von Raimund Haag (Hans-Jörg Assmann), einem Reeder, dem dieses Schiff neben vielen anderen gehört, gestohlen und an Jansen verkauft worden ist. Er wollte seinen Vater zwingen, den letzten Wunsch seiner Mutter, die im Sterben liegt, zu erfüllen, die noch einmal mit Haag sprechen möchte. Ehrenberg wäre nicht Ehrenberg, wenn es ihm nicht gelingen würde, Vater und Sohn dazu zu bringen, miteinander zu reden. Folgerichtig besucht Haag dann auch Gesine Siebert (Angelika Thomas) im Krankenhaus. Als Ehrenberg sich dann endlich um die Angelegenheit seiner Noch-Ehefrau kümmern kann, findet er heraus, dass sie ganz gut allein klarkommt und die Bitte um Hilfe nur vorgeschoben war. Als Christina ihm, darauf angesprochen, gesteht, dass sie sich einsam fühle und Zeit mit ihm habe verbringen wollen, werden beide gestört, als Charlie dazwischenfunkt. Fast fluchtartig läuft Christina Ehrenberg davon. (Weitere Darsteller: Kai Ivo Baulitz als Sven Haag, Halbbruder von Claas Siebert, Max Gertsch als Knut Wohlers, Wolfgang Kaven als Richter Dr. Ruiss, Julia Weden als Frau Schneider) |           |                         |                    |                       |                                   |           |
| 5 | 5         | Unter Verdacht          | 10. Mai 2005       | Susanne Hake          | Peter Mazzuchelli, Thorsten Näter | 6,48 Mio. |
| Auf der Beerdigung von Richter Dr. Seipelt (Rolf Nagel), Ehrenbergs altem Professor, kommt es zu einem Eklat. Karin Puchta (Sabine Orléans), eine Kirchengemeindemitarbeiterin, die von dem Anlageberater Ulf Schettler (Thorsten Merten) betrogen wurde, hat diesen nackt bis auf die Unterhose in die Aufbewahrungshalle gebracht, nachdem sie ihn zuvor betäubt hatte. Ehrenberg, der Puchtas Fall übernimmt, findet heraus, dass man sie mit voller Absicht über den Tisch gezogen hat und schlägt die Gegenseite mit ihren eigenen Waffen. Des Weiteren bekommt es der Anwalt mit einer alten Dame zu tun, die auf der Straße umherirrt und seltsame Dinge erzählt. Wie Ehrenberg herausfindet, handelt es sich um Josefa Gras (Renate Delfs), die im Haus ihrer Tochter Hannelore Kreutz (Margarita Broich) lebt. Ehrenbergs und Yasmins Verdacht, dass die alte Dame misshandelt wird, stellt sich jedoch als haltlos heraus. Frau Gras leidet an Demenz und macht ihrer Tochter, die sich liebevoll um sie kümmert, das Leben nicht gerade leicht. Letztendlich muss der Anwalt sogar dafür sorgen, dass Josefa Gras nicht unter fremde Vormundschaft gestellt und in ein Heim eingewiesen wird. (Weitere Darsteller: Max Gertsch als Knut Wohlers, Christian von Richthofen als Richter, Hubertus Hartmann als Pfarrer, Albrecht Ganskopf als Kommissar) |           |                         |                    |                       |                                   |           |
| 6 | 6         | Enttäuschte Erwartungen | 17. Mai 2005       | Susanne Hake          | Peter Mazzuchelli, Thorsten Näter | –         |
| Ausgerechnet Gregor Ehrenbergs Widersacher Martin Brüggmann (Walter Kreye) wird von dessen Noch-Frau zum neuen Sozius der renommierten Kanzlei gemacht. Als jemand in Ehrenbergs Kanzlei einbricht, wird diesem schnell klar, dass Brüggemann hinter diesem inszenierten Einbruch steckt, da er sich erhofft, belastendes Material in die Hände zu bekommen. Für Ehrenberg ist es eine Kleinigkeit, den Spieß umzudrehen und Brüggmann auflaufen zu lassen. Annette Gräfe (Claudia Rieschel) sucht den Anwalt auf, da sie befürchtet, einem Heiratsschwindler aufgesessen zu sein. Es stellt sich jedoch heraus, dass es der vermögenden Frau nicht um das verlorene Geld geht, sondern tiefere Gefühle im Spiel sind. Wie es am Ende aussieht, hat sich Leo Kellner (Peter Prager) diesmal auch verrechnet, denn er scheint sich ebenfalls in Annette Gräfe verliebt zu haben. Ehrenbergs Hilfe benötigt auch seine Nachbarin Lisa Schubert (Ulrike Grote). Der Leiter des Baumarktes, in dem Lisa arbeitet, Knut Wohlers (Max Gertsch) nimmt sich nach einem gemeinsamen Abendessen Freiheiten heraus und hört nicht auf, sich Lisa in anzüglicher Weise zu nähern und Druck auf sie auszuüben. Nachdem sie ihm unmissverständlich klargemacht hat, dass zwischen ihnen nichts laufen werde, schreckt er nicht davor zurück sie zu schikanieren und sogar Diebesgut in Lisas Spind zu deponieren. Lisa wird daraufhin verhaftet, Ehrenberg sorgt jedoch dafür, dass sich ihre Unschuld schnell herausstellt und gleichzeitig auch die Diebstahlsserie, die den Frieden im Baumarkt untergraben hat, aufgeklärt wird. Ehrenberg und Lisa kommen sich dadurch ein ganzes Stück näher. (Weitere Darsteller: Tim Wilde als Herbert Warncke, Julia Weden als Frau Schneider, Imke Büchel als Margot)       |           |                         |                    |                       |                                   |           |
| 7 | 7         | Die Nummer 1            | 24. Mai 2005       | Franziska Meyer Price | Peter Mazzuchelli, Thorsten Näter | –         |
| Wegen eines Musikklaus verklagt Ehrenberg einen Musikstar, der von Ehrenbergs Ex-Frau Christina vertreten wird. Zum Schluss gewinnt Ehrenberg den Fall und bringt dadurch gleichzeitig zwei Menschen zusammen, die sich über ein halbes Jahrhundert nicht gesehen hatten. |           |                         |                    |                       |                                   |           |
| 8 | 8         | Zu viele Klienten       | 31. Mai 2005       | Franziska Meyer Price | Peter Mazzuchelli, Thorsten Näter | –         |
| Yasmins Bruder Davud wird erwischt, wie er Kondome in einem Supermarkt klaut. Yasmin bittet Ehrenberg ihm zu helfen, der gleichzeitig noch einen Obdachlosen vertreten muss, der ein Schaufenster eines Juweliergeschäftes eingeworfen hat. |           |                         |                    |                       |                                   |           |
| 9 | 9         | Flächenbrand            | 7. Juni 2005       | Franziska Meyer Price | Peter Mazzuchelli, Thorsten Näter | –         |
| Ehrenberg gerät in Panik, es brennt! Der Anwalt muss Frau Meisner, eine Nachbarin, retten. Deren Heizdecke war der Auslöser für den Brand. Die Nachbarin kämpft gegen die Versicherung und Yasmin und Gudrun fahren zu einer Verkaufsveranstaltung, bei der Frau Meisner die Decke kaufte. Zudem muss Ehrenberg noch seinem alten Freund, einem Fernsehmoderator, helfen, da der wegen seiner Homosexualität erpresst wird. |           |                         |                    |                       |                                   |           |
| 10 | 10        | Gemischte Gefühle       | 14. Juni 2005      | –                     | Peter Mazzuchelli, Thorsten Näter | –         |
| Einer Mandantin wurde grundlos gekündigt. Die Mandantin glaubt, ihr Chef hat ernste Probleme und wird erpresst und bittet daraufhin Ehrenberg um Hilfe. |           |                         |                    |                       |                                   |           |
| 11 | 11        | Kleine Fische           | 28. Juni 2005      | Thomas Jahn           | Peter Mazzuchelli, Thorsten Näter | –         |
| Der Fischhändler Biesen und der Gemüsehändler streiten sich auf dem Fischmarkt, auf dem Ehrenberg und Yasmin gerade sind. Ehrenberg mischt sich ein und will den beiden helfen. |           |                         |                    |                       |                                   |           |
| 12 | 12        | Der Preis der Ehre      | 5. Juli 2005       | Thomas Jahn           | Peter Mazzuchelli, Thorsten Näter | –         |
| Gudrun hat ein Date, das nicht folgenlos bleibt. Der Mann, mit dem sie sich verabredet hat, wird angepöbelt und streitet sich mit den drei Angreifern. Gudrun schlichtet und einer der Angreifer wird am nächsten Tag tot aufgefunden. Gudrun wird verdächtigt. |           |                         |                    |                       |                                   |           |
| 13 | 13        | Südseeträume            | 12. Juli 2005      | Thomas Jahn           | Peter Mazzuchelli, Thorsten Näter | 5,24 Mio. |
| Ehrenberg soll Urlaub machen, sagen jedenfalls Yasmin und Gudrun. Ehrenberg aber lehnt dies kategorisch ab. |           |                         |                    |                       |                                   |           |

## Der Dicke – Staffel 2
Die Erstausstrahlung der zweiten Staffel war vom 11. September 2007 bis zum 4. Dezember 2007 auf Das Erste zu sehen.
| Nr. (ges.) | Nr. (St.) | Originaltitel        | Erstausstrahlung D | Regie           | Drehbuch       |
| ---------- | --------- | -------------------- | ------------------ | --------------- | -------------- |
| 14         | 1         | Zug um Zug           | 11. Sep. 2007      | Josh Broecker   | Thorsten Näter |
| 15         | 2         | Schussfahrt          | 18. Sep. 2007      | Josh Broecker   | Thorsten Näter |
| 16         | 3         | Große Pläne          | 25. Sep. 2007      | Josh Broecker   | Thorsten Näter |
| 17         | 4         | Tisch und Bett       | 2. Okt. 2007       | Lars Jessen     | Thorsten Näter |
| 18         | 5         | Falsche Spur         | 9. Okt. 2007       | Lars Jessen     | Thorsten Näter |
| 19         | 6         | Gefährliche Spiele   | 16. Okt. 2007      | Lars Jessen     | Thorsten Näter |
| 20         | 7         | Getrennte Wege       | 23. Okt. 2007      | Josh Broecker   | Thorsten Näter |
| 21         | 8         | Nichts als Ärger     | 30. Okt. 2007      | Josh Broecker   | Thorsten Näter |
| 22         | 9         | Schlafende Hunde     | 6. Nov. 2007       | Josh Broecker   | Thorsten Näter |
| 23         | 10        | Auf Messers Schneide | 13. Nov. 2007      | Lars Jessen     | Thorsten Näter |
| 24         | 11        | Wahlverwandtschaften | 20. Nov. 2007      | Lars Jessen     | Thorsten Näter |
| 25         | 12        | Angstpartie          | 27. Nov. 2007      | Nils Willbrandt | Thorsten Näter |
| 26         | 13        | Falsche Fährten      | 4. Dez. 2007       | Nils Willbrandt | Thorsten Näter |

## Der Dicke – Staffel 3
Die Erstausstrahlung der dritten Staffel war vom 7. Juli 2009 bis zum 29. September 2009 auf Das Erste zu sehen.
| Nr. (ges.) | Nr. (St.) | Originaltitel               | Erstausstrahlung D | Regie            | Drehbuch       | Zuschauer |
| --- | --------- | --------------------------- | ------------------ | ---------------- | -------------- | --------- |
| 27 | 1         | Falsches Spiel              | 7. Juli 2009       | Josh Broecker    | Thorsten Näter | 4,91 Mio. |
| Bodo und sein Vater werden bei einem Einbruch erwischt. Bodo gelingt es zu fliehen, seinem Vater nicht und um diesem vor einer Haftstrafe zu bewahren, wendet sich Bodo an Ehrenberg, damit Ehrenberg seinen Vater vertritt. Bodo hingegen wird von Isa von Brede vertreten.        |           |                             |                    |                  |                |           |
| 28 | 2         | Zwischen den Stühlen        | 14. Juli 2009      | Josh Broecker    | Thorsten Näter | 4,97 Mio. |
| Nach Ärger mit dem Jugendamt wendet sich das Ehepaar Bentheim an Ehrenberg. Sie hatten ein Kind im Ausland adoptiert und das Jugendamt will ihnen das Kind wegnehmen. |           |                             |                    |                  |                |           |
| 29 | 3         | Voll ins Herz               | 21. Juli 2009      | Josh Broecker    | Thorsten Näter | —         |
| Ehrenberg wird von Christas Nachricht, dass sie mit Brüggmann zusammen ist, völlig aus der Bahn geworfen. Zudem muss er Grieses Tanzpalast vor der endgültigen Schließung bewahren.                                                                                                 |           |                             |                    |                  |                |           |
| 30 | 4         | Herzrasen                   | 28. Juli 2009      | Bernhard Stephan | Thorsten Näter | —         |
| Yasmin braucht dringend Hilfe von Ehrenberg, denn ihr Bruder Davud ist festgenommen worden. Er soll eine Apotheke überfallen haben. Ehrenberg zieht vorübergehend in die Kanzlei, denn Christina hat die gemeinsame Wohnung aufgelöst.                                              |           |                             |                    |                  |                |           |
| 31 | 5         | Gefährliche Ratschläge      | 4. Aug. 2009       | Bernhard Stephan | Thorsten Näter | —         |
| Isa von Brede ist nun die neue Anwältin bei Ehrenberg, die Kanzlei ist völlig im Chaos und Yasmin streitet sich mit der neuen Anwältin. Ehrenberg muss sich um den Fall einer illegalen beschäftigten Putzfrau kümmern.                                                             |           |                             |                    |                  |                |           |
| 32 | 6         | Glaubensfragen              | 11. Aug. 2009      | Bernhard Stephan | Thorsten Näter | 5,06 Mio. |
| Die Kanzlei Ehrenberg muss einem berühmten Schlagersänger helfen, welchem vorgeworfen wird, eine Frau angefahren zu haben. Gudrun schwebt auf Wolke sieben: Sie will den Polizisten Gerd Wohlers heiraten.                                                                          |           |                             |                    |                  |                |           |
| 33 | 7         | Sportsfreunde               | 18. Aug. 2009      | Josh Broecker    | Thorsten Näter | —         |
| Der ehemalige Profiboxer Lothar Strom wird noch einmal kämpfen. Seine Tochter wendet sich an Ehrenberg, denn sie hat große Angst um ihren Vater. |           |                             |                    |                  |                |           |
| 34 | 8         | Spiel mit dem Feuer         | 25. Aug. 2009      | Josh Broecker    | Thorsten Näter | —         |
| Das Jugendamt will der behinderten Mutter und deren Mutter nach einem Unfall das Kind wegnehmen. In großer Sorgen wenden sie sich an die Kanzlei Ehrenberg & Brede. |           |                             |                    |                  |                |           |
| 35 | 9         | Hinter verschlossenen Türen | 1. Sep. 2009       | Marc Brummund    | Thorsten Näter | —         |
| Bodo braucht schon wieder Hilfe von Ehrenberg: Er soll eine Spielkonsole geklaut haben. Bodo weiß, wer es war, ein Schüler aus seiner Parallelklasse. Als Ehrenberg aus einer Parklücke hinausfahren will, fährt er diesen Jungen an. Er will ihm helfen, der Junge läuft aber weg. |           |                             |                    |                  |                |           |
| 36 | 10        | Unter falscher Flagge       | 8. Sep. 2009       | Marc Brummund    | Thorsten Näter | —         |
| Ehrenberg wird mit der Nachricht überrascht, dass Richter Glott ein Hochstapler sei. Er soll nie ein Staatsexamen abgelegt haben. Alle Urteile wären somit nichtig. |           |                             |                    |                  |                |           |
| 37 | 11        | Nur mit Gewalt              | 15. Sep. 2009      | Oliver Dommenget | Thorsten Näter | —         |
| Gudruns Ehemann Gerd wird verdächtigt, einen Verdächtigen bei der Festnahme misshandelt zu haben und Ehrenberg muss ihm helfen. Isa von Brede bekommt Besuch von ihrer Schwägerin. Sie will sich scheiden lassen.                                                                   |           |                             |                    |                  |                |           |
| 38 | 12        | Gefährliches Spiel          | 21. Sep. 2009      | Oliver Dommenget | Thorsten Näter | 5,79 Mio. |
| Ehrenberg ist wegen Hausfriedensbruch und Körperverletzung angeklagt. Isa von Brede muss ihm helfen. |           |                             |                    |                  |                |           |
| 39 | 13        | Schwere Entscheidung        | 29. Sep. 2009      | Oliver Dommenget | Thorsten Näter | 6,37 Mio. |
| Die Kiezgröße Gerd Matuschek braucht Ehrenbergs Hilfe. Ehrenberg ist nicht zu sprechen, weil er jemandem anderen helfen muss. Somit muss Matuschek mit Isa von Brede Vorlieb nehmen.                                                                                                |           |                             |                    |                  |                |           |

## Der Dicke – Staffel 4
Die Erstausstrahlung der vierten Staffel war vom 17. April 2012 bis zum 21. August 2012 auf Das Erste zu sehen.
| Nr. (ges.) | Nr. (St.) | Originaltitel               | Erstausstrahlung D | Regie            | Drehbuch       | Zuschauer |
| --- | --------- | --------------------------- | ------------------ | ---------------- | -------------- | --------- |
| 40 | 1         | Hinter verschlossenen Türen | 17. Apr. 2012      | Lars Jessen      | Thorsten Näter | 5,94 Mio. |
| Ehrenberg muss der 14-jährigen Mika helfen. Ihre Eltern leisten sich seit der Trennung einen Rosenkrieg und versuchen Mika gegen den jeweils anderen Elternteil aufzuhetzen. Mika weiß sich nicht anders zu helfen als die beiden zu verklagen. Bodo hilft ihr und schickt sie zu Ehrenberg. |           |                             |                    |                  |                |           |
| 41 | 2         | Schlag auf Schlag           | 24. Apr. 2012      | Lars Jessen      | Thorsten Näter | —         |
| Ehrenberg muss seinem Pensionswirt Paul Siemsen helfen, da dieser eine Anzeige wegen Körperverletzung am Hals hat. Er soll zwei Neonazis zusammengeschlagen haben. Dabei wollte er nur einem Passanten helfen. |           |                             |                    |                  |                |           |
| 42 | 3         | Auf der Suche               | 8. Mai 2012        | Lars Jessen      | Thorsten Näter | 5,37 Mio. |
| Die Bankangestellte Caroline Melzer muss vor Gericht, da sie von reichen Kunden Geld auf das Konto armer Bankkunden überwiesen hat. Vor Gericht wird sie beschuldigt, dass sie auch Geld auf ein privates Auslandskonto überwiesen haben soll. Sie beteuert, dass sie nichts für sie selbst behalten hat. |           |                             |                    |                  |                |           |
| 43 | 4         | Das dicke Ende              | 29. Mai 2012       | Thomas Jauch     | Thorsten Näter | 5,10 Mio. |
| Gregor Ehrenberg muss einem Mandanten helfen, dem angeblich nur wegen seiner Leibesfülle gekündigt wurde. Dieser Mandat erweist sich als Nervensäge. Jan Grawe, dessen Vater vor sechs Jahren starb, taucht in der Kanzlei auf. Er sagt, er wolle für „Gerechtigkeit“ sorgen. Als der Name „Holdac“ fällt, weiß Ehrenberg, warum Grawe bei ihm aufgetaucht ist. |           |                             |                    |                  |                |           |
| 44 | 5         | Zu viele Köche              | 5. Juni 2012       | Thomas Jauch     | Thorsten Näter | 5,21 Mio. |
| Isabel von Brede und Gregor Ehrenberg gehen chic Essen. Das Restaurant gehört Ehrenbergs Bekanntem Franz Schuler. Schuler erzählt ihm, dass ein berühmter Restaurantkritiker zu Gast sei. Als dieser plötzlich tot vom Stuhl kippt, muss Ehrenberg ihm helfen. |           |                             |                    |                  |                |           |
| 45 | 6         | Blinder Eifer               | 26. Juni 2012      | Thomas Jauch     | Thorsten Näter | 5,08 Mio. |
| Isa soll Galip, Cousin von Yasmin, Besitzer einer Dönerbude, vertreten. Ihm droht ein Verfahren wegen Fahrerflucht. Den Unfall gibt Galip gegenüber Isa von Brede zu, Fahrerflucht streitet er ab. Er habe nur seinen blinden Onkel Bekiv nach Hause fahren wollen, um ihm weitere Aufregungen zu ersparen. Die Geschichte nimmt Isa ihm nicht ab. |           |                             |                    |                  |                |           |
| 46 | 7         | Alte Freunde – Alte Feinde  | 3. Juli 2012       | Thomas Jauch     | Thorsten Näter | 4,53 Mio. |
| Malte Gruber hat seinen Chef Jakob Berger, der Musiker und Inhaber eines Musikclubs ist, wegen Körperverletzung angezeigt. Gruber meint, die ständige Raucherei im Club sei schuld an seinen schweren gesundheitlichen Problemen. |           |                             |                    |                  |                |           |
| 47 | 8         | Gefährliche Suche           | 10. Juli 2012      | Oliver Dommenget | Thorsten Näter | —         |
| Die wegen Mordes an ihrem Ehemann verurteilte Brigitte Weigand ist aus dem Gefängnis entlassen worden und bittet in der Kanzlei um Hilfe. Sie will den Fall wieder aufrollen, da sie unschuldig sei. |           |                             |                    |                  |                |           |
| 48 | 9         | Wirre Zeiten                | 17. Juli 2012      | Oliver Dommenget | Thorsten Näter | 5,16 Mio. |
| Magda Grewe, erfolgreiche Unternehmerin, ist auf dem Weg, auf einen Heiratsschwindler hereinzufallen. Ihre Tochter Dora bittet Ehrenberg, ihrer Mutter zu helfen. |           |                             |                    |                  |                |           |
| 49 | 10        | Späte Reue                  | 24. Juli 2012      | Oliver Dommenget | Thorsten Näter | —         |
| Bodo Merker bittet Ehrenberg, seinem Lehrer zu helfen, der von Schülern gemobbt wird. Die Schüler verbreiten im Internet private Videos von ihm. |           |                             |                    |                  |                |           |
| 50 | 11        | Gefährliche Rache           | 7. Aug. 2012       | Christoph Schnee | Thorsten Näter | —         |
| Gudrun soll beim Kampfsport ihren Trainingspartner absichtlich beim Training niedergeschlagen haben. Sie beteuert, dass es ein Versehen war. Ehrenberg muss dies beweisen, was gar nicht leicht ist. Gleichzeitig muss Isa von Brede ihrer Mandantin Greve helfen, die einen Wagen von ihrem Ex-Freund angezündet hat. In der Pause beider Verhandlungen versucht Frau Greve Ehrenberg abzustechen, was ihr allerdings nicht gelingt, da Gudrun sie vorher niederstreckt. |           |                             |                    |                  |                |           |
| 51 | 12        | Verlustgeschäfte            | 14. Aug. 2012      | Torsten Wacker   | Thorsten Näter | 4,92 Mio. |
| In der Kanzlei ist ein Wasserrohr gebrochen. Yasmin muss schnellstens ein neues Büro finden und quartiert die Kanzlei in den Räumen eines Kuriers ein. |           |                             |                    |                  |                |           |
| 52 | 13        | Unter Verdacht              | 21. Aug. 2012      | Torsten Wacker   | Thorsten Näter | 4,77 Mio. |
| Yasmin wird verdächtigt, ihr Kind zu misshandeln. Ihr Sohn leidet am Shaken Baby Syndrom. Für Ehrenberg gilt es, ihre Unschuld zu beweisen, was nicht leicht ist. Gerd Matuscheck macht Isa von Brede einen Heiratsantrag. Sie bittet um Bedenkzeit. |           |                             |                    |                  |                |           |

## Übersicht – Die Kanzlei
| Staffel   | Episodenanzahl | Deutsche Erstausstrahlung | Deutsche Erstausstrahlung |
| Staffel   | Episodenanzahl | Staffelpremiere           | Staffelfinale             |
| --------- | -------------- | ------------------------- | ------------------------- |
| 1         | 13             | 8. Sep. 2015              | 22. Dez. 2015             |
| 2         | 13             | 29. Nov. 2016             | 28. Nov. 2017             |
| 3         | 13             | 5. Dez. 2017              | 29. Jan. 2019             |
| 4         | 13             | 21. Jul. 2020             | 5. Nov. 2020              |
| 5         | 13             | 23. Aug. 2022             | 22. Nov. 2022             |
| Spielfilm | Spielfilm      | 25. Feb. 2022             | 25. Feb. 2022             |
| 6         | 13             | 22. Okt. 2024             | 25. Feb. 2025             |

## Die Kanzlei – Staffel 1
Die Erstausstrahlung der ersten Staffel war vom 8. September 2015 bis zum 22. Dezember 2015 auf Das Erste zu sehen.
| Nr. (ges.) | Nr. (St.) | Originaltitel           | Erstausstrahlung D | Regie            | Drehbuch       |
| ---------- | --------- | ----------------------- | ------------------ | ---------------- | -------------- |
| 1          | 1         | Auf der Suche           | 8. Sep. 2015       | Oliver Dommenget | Thorsten Näter |
| 2          | 2         | Nur aus Mitleid         | 15. Sep. 2015      | Thomas Jauch     | Thorsten Näter |
| 3          | 3         | Kleine Fluchten         | 22. Sep. 2015      | Thomas Jauch     | Thorsten Näter |
| 4          | 4         | Die Sterne lügen nicht  | 6. Okt. 2015       | Claudia Garde    | Thorsten Näter |
| 5          | 5         | Hinter Gittern          | 13. Okt. 2015      | Claudia Garde    | Thorsten Näter |
| 6          | 6         | Nichts als die Wahrheit | 20. Okt. 2015      | Oliver Dommenget | Thorsten Näter |
| 7          | 7         | Ein großer Fehler       | 3. Nov. 2015       | Stephan Rick     | Thorsten Näter |
| 8          | 8         | Der nächste Zug         | 10. Nov. 2015      | Stephan Rick     | Thorsten Näter |
| 9          | 9         | Eine böse Falle         | 17. Nov. 2015      | Stephan Rick     | Thorsten Näter |
| 10         | 10        | Stolz und Vorurteil     | 24. Nov. 2015      | Torsten Wacker   | Thorsten Näter |
| 11         | 11        | Ein schwerer Verdacht   | 1. Dez. 2015       | Torsten Wacker   | Thorsten Näter |
| 12         | 12        | Der letzte Vorhang      | 8. Dez. 2015       | Oliver Dommenget | Thorsten Näter |
| 13         | 13        | Üble Tricks             | 22. Dez. 2015      | Oliver Dommenget | Thorsten Näter |

## Die Kanzlei – Staffel 2
Die Erstausstrahlung der zweiten Staffel war vom 29. November 2016 bis zum 17. Januar 2017 auf Das Erste zu sehen. Die weiteren Folgen 8–13 ließ die ARD ab Februar 2017 produzieren.
| Nr. (ges.) | Nr. (St.) | Originaltitel         | Erstausstrahlung D | Regie               | Drehbuch       |
| ---------- | --------- | --------------------- | ------------------ | ------------------- | -------------- |
| 14         | 1         | Schräge Vögel         | 29. Nov. 2016      | Miko Zeuschner      | Thorsten Näter |
| 15         | 2         | Ruhe vor dem Sturm    | 6. Dez. 2016       | Andrea Katzenberger | Thorsten Näter |
| 16         | 3         | Im Netz               | 13. Dez. 2016      | Andrea Katzenberger | Thorsten Näter |
| 17         | 4         | Am Abgrund            | 3. Jan. 2017       | Dirk Pientka        | Thorsten Näter |
| 18         | 5         | Harte Zeiten          | 3. Jan. 2017       | Dirk Pientka        | Thorsten Näter |
| 19         | 6         | Auf Herzen und Nieren | 10. Jan. 2017      | Miko Zeuschner      | Thorsten Näter |
| 20         | 7         | Irrwege               | 17. Jan. 2017      | Miko Zeuschner      | Thorsten Näter |
| 21         | 8         | Neustart              | 10. Okt. 2017      | Dirk Pientka        | Thorsten Näter |
| 22         | 9         | Hunger                | 17. Okt. 2017      | Dirk Pientka        | Thorsten Näter |
| 23         | 10        | Familienbande         | 24. Okt. 2017      | Dirk Pientka        | Thorsten Näter |
| 24         | 11        | Nacht und Nebel       | 7. Nov. 2017       | Marcus Weiler       | Thorsten Näter |
| 25         | 12        | Blutgrätsche          | 21. Nov. 2017      | Marcus Weiler       | Thorsten Näter |
| 26         | 13        | Irrungen              | 28. Nov. 2017      | Marcus Weiler       | Thorsten Näter |

## Die Kanzlei – Staffel 3
Ab Februar 2017 ließ die ARD weitere Episoden der Serie für die zweite Staffel und eine dritte Staffel produzieren. Die Erstausstrahlung der dritten Staffel erfolgte am 5. Dezember 2017 im Abendprogramm des Ersten. Am 6. November 2018 startete im Ersten die Ausstrahlung der weiteren elf Episoden der dritten Staffel.
| Nr. (ges.) | Nr. (St.) | Originaltitel   | Erstausstrahlung D | Regie            | Drehbuch       | Zuschauer |
| ---------- | --------- | --------------- | ------------------ | ---------------- | -------------- | --------- |
| 27         | 1         | Falsche Freunde | 5. Dez. 2017       | Matthias Steurer | Thorsten Näter | 4,92 Mio. |
| 28         | 2         | Mit harter Hand | 12. Dez. 2017      | Matthias Steurer | Thorsten Näter | 4,80 Mio. |
| 29         | 3         | Kinderkram      | 6. Nov. 2018       | Maris Pfeiffer   | Thorsten Näter | 4,57 Mio. |
| 30         | 4         | Absturz         | 13. Nov. 2018      | Maris Pfeiffer   | Thorsten Näter | 4,48 Mio. |
| 31         | 5         | Fremde Federn   | 20. Nov. 2018      | Dirk Pientka     | Thorsten Näter | 4,89 Mio. |
| 32         | 6         | Überdosis       | 27. Nov. 2018      | Dirk Pientka     | Thorsten Näter | 4,89 Mio. |
| 33         | 7         | Nothalt         | 4. Dez. 2018       | Dirk Pientka     | Thorsten Näter | 5,18 Mio. |
| 34         | 8         | Ohne Vorwarnung | 11. Dez. 2018      | Matthias Steurer | Thorsten Näter | 4,71 Mio. |
| 35         | 9         | Hundstage       | 18. Dez. 2018      | Matthias Steurer | Thorsten Näter | 5,08 Mio. |
| 36         | 10        | Bumerang        | 8. Jan. 2019       | Matthias Steurer | Thorsten Näter | 4,03 Mio. |
| 37         | 11        | Schattenspiele  | 15. Jan. 2019      | Thomas Jauch     | Thorsten Näter | 4,79 Mio. |
| 38         | 12        | Exzess          | 22. Jan. 2019      | Thomas Jauch     | Thorsten Näter | 5,06 Mio. |
| 39         | 13        | Ohne Spuren     | 29. Jan. 2019      | Thomas Jauch     | Thorsten Näter | 4,88 Mio. |

## Die Kanzlei – Staffel 4
Am 14. März 2019 begannen die Dreharbeiten zur vierten Staffel der Serie. Die 13 neuen Episoden wurden vom 4. August 2020 bis zum 10. November 2020 ausgestrahlt.
| Nr. (ges.) | Nr. (St.) | Originaltitel       | Erstausstrahlung D | Regie             | Drehbuch       | Zuschauer |
| ---------- | --------- | ------------------- | ------------------ | ----------------- | -------------- | --------- |
| 40         | 1         | Schräglage          | 4. Aug. 2020       | Thomas Jauch      | Thorsten Näter | 4,21 Mio. |
| 41         | 2         | Heiße Fracht        | 11. Aug. 2020      | Thomas Jauch      | Thorsten Näter | 4,44 Mio. |
| 42         | 3         | Feuer und Flamme    | 18. Aug. 2020      | Thomas Jauch      | Thorsten Näter | 4,69 Mio. |
| 43         | 4         | Heimatlos           | 25. Aug. 2020      | Torsten Wacker    | Thorsten Näter | 4,94 Mio. |
| 44         | 5         | Ein seltsames Paar  | 1. Sep. 2020       | Torsten Wacker    | Thorsten Näter | 5,04 Mio. |
| 45         | 6         | Harte Worte         | 8. Sep. 2020       | Torsten Wacker    | Thorsten Näter | 5,38 Mio. |
| 46         | 7         | Ohne Ausweg         | 22. Sep. 2020      | Steffi Doehlemann | Thorsten Näter | 4,96 Mio. |
| 47         | 8         | Keine Bagatelle     | 29. Sep. 2020      | Steffi Doehlemann | Thorsten Näter | 5,60 Mio. |
| 48         | 9         | Ausgeliefert        | 6. Okt. 2020       | Steffi Doehlemann | Thorsten Näter | 5,75 Mio. |
| 49         | 10        | Gegen alle Vernunft | 20. Okt. 2020      | Dirk Pientka      | Thorsten Näter | 5,23 Mio. |
| 50         | 11        | Ein falsches Bild   | 27. Okt. 2020      | Dirk Pientka      | Thorsten Näter | 5,38 Mio. |
| 51         | 12        | Unauffindbar        | 3. Nov. 2020       | Dirk Pientka      | Thorsten Näter | 5,69 Mio. |
| 52         | 13        | Wieder vereint      | 10. Nov. 2020      | Dirk Pientka      | Thorsten Näter | 5,64 Mio. |

## Die Kanzlei – Staffel 5
Im Zeitraum zwischen Frühjahr 2021 und Februar 2022 wurden 13 neue Folgen gedreht. Die Staffel wurde zwischen 23. August 2022 und 22. November 2022 ausgestrahlt.
| Nr. (ges.) | Nr. (St.) | Originaltitel       | Erstausstrahlung D | Regie             | Drehbuch       | Zuschauer |
| ---------- | --------- | ------------------- | ------------------ | ----------------- | -------------- | --------- |
| 53         | 1         | Bruchtest           | 23. Aug. 2022      | Steffi Doehlemann | Thorsten Näter | 4,67 Mio. |
| 54         | 2         | Bittere Pillen      | 30. Aug. 2022      | Steffi Doehlemann | Thorsten Näter | 4,55 Mio. |
| 55         | 3         | Wechselspiel        | 6. Sep. 2022       | Steffi Doehlemann | Thorsten Näter | 4,83 Mio. |
| 56         | 4         | Kleine Schritte     | 13. Sep. 2022      | Bettina Schoeller | Thorsten Näter | 4,84 Mio. |
| 57         | 5         | Blutlinien          | 20. Sep. 2022      | Bettina Schoeller | Thorsten Näter | 4,75 Mio. |
| 58         | 6         | Außer Kontrolle     | 27. Sep. 2022      | Torsten Wacker    | Thorsten Näter | 5,24 Mio. |
| 59         | 7         | Der Wert des Lebens | 4. Okt. 2022       | Torsten Wacker    | Thorsten Näter | 5,26 Mio. |
| 60         | 8         | Ohne Heimat         | 11. Okt. 2022      | Torsten Wacker    | Thorsten Näter | 4,87 Mio. |
| 61         | 9         | Herzversagen        | 25. Okt. 2022      | Torsten Wacker    | Thorsten Näter | 4,80 Mio. |
| 62         | 10        | Fehlfarben          | 1. Nov. 2022       | Bettina Schoeller | Thorsten Näter | 4,83 Mio. |
| 63         | 11        | Auf der Flucht      | 8. Nov. 2022       | Dirk Pientka      | Thorsten Näter | 4,86 Mio. |
| 64         | 12        | Spurlos             | 15. Nov. 2022      | Dirk Pientka      | Thorsten Näter | 4,60 Mio. |
| 65         | 13        | Gratwanderung       | 22. Nov. 2022      | Dirk Pientka      | Thorsten Näter | 5,05 Mio. |

## Die Kanzlei – Staffel 6
Im Frühjahr 2023 begannen die Dreharbeiten für die sechste Staffel und dauerten bis zum 7. Dezember des Jahres. Seit dem 22. Oktober 2024 werden die 13 neuen Folgen ausgestrahlt. Die Drehbücher stammen wieder von Thorsten Näter.
| Nr. (ges.) | Nr. (St.) | Originaltitel         | Erstausstrahlung D | Regie                | Drehbuch       | Zuschauer |
| ---------- | --------- | --------------------- | ------------------ | -------------------- | -------------- | --------- |
| 66         | 1         | Leichte Beute         | 22. Okt. 2024      | Stephanie Doehlemann | Thorsten Näter | 4,98 Mio. |
| 67         | 2         | Nackte Tatsachen      | 5. Nov. 2024       | Stephanie Doehlemann | Thorsten Näter | 5,01 Mio. |
| 68         | 3         | Spätfolgen            | 12. Nov. 2024      | Stephanie Doehlemann | Thorsten Näter | 4,87 Mio. |
| 69         | 4         | Unter Druck           | 19. Nov. 2024      | Torsten Wacker       | Thorsten Näter | 4,84 Mio. |
| 70         | 5         | Ein tiefer Fall       | 26. Nov. 2024      | Torsten Wacker       | Thorsten Näter | 4,85 Mio. |
| 71         | 6         | Schwerer Abschied     | 10. Dez. 2024      | Torsten Wacker       | Thorsten Näter | 4,46 Mio. |
| 72         | 7         | Wo die Liebe hinfällt | 17. Dez. 2024      | Torsten Wacker       | Thorsten Näter | 4,95 Mio. |
| 73         | 8         | Unter Feinden         | 7. Jan. 2025       | Stephanie Stoecker   | Thorsten Näter | 4,24 Mio. |
| 74         | 9         | Ein schwerer Schlag   | 14. Jan. 2025      | Stephanie Stoecker   | Thorsten Näter | 5,03 Mio. |
| 75         | 10        | Irre Zeiten           | 28. Jan. 2025      | Stephanie Stoecker   | Thorsten Näter | 4,60 Mio. |
| 76         | 11        | Altes Eisen           | 11. Feb. 2025      | Dirk Pientka         | Thorsten Näter | 4,77 Mio. |
| 77         | 12        | Ohne Folgen           | 18. Feb. 2025      | Dirk Pientka         | Thorsten Näter | 4,19 Mio. |
| 78         | 13        | Falsche Wege          | 25. Feb. 2025      | Dirk Pientka         | Thorsten Näter | 4,84 Mio. |

## Spielfilm
Sabine Postel gab 2019 bekannt, dass ein 90-minütiger Spielfilm produziert werden soll. Die Dreharbeiten begannen im August 2020 und wurden am 14. September 2020 beendet. Der Spielfilm wurde unter dem Arbeitstitel Springflut gedreht und wurde im Februar 2022 unter dem Titel Die Kanzlei – Reif für die Insel ausgestrahlt.